# Каль, Милт
Милтон Эрвин Каль (англ. Milton Erwin Kahl; 22 марта 1909, Сан-Франциско — 19 апреля 1987, Милл-Валли) — американский аниматор, работавший на студии «Дисней», и один из представителей Девятки диснеевских стариков.

## Биография
Милт Каль родился 22 марта 1909 года в Сан-Франциско, где учился в обычной школе. Бросил старшую школу, чтобы исполнить свою давнюю мечту — стать журнальным иллюстратором или карикатуристом.
Занимался ретушированием фотографий и склейкой макетов в ныне несуществующем «Oakland Post-Enquirer», а затем в «San Francisco Bulletin». После этого открыл свою собственную мастерскую, однако, из-за наступившей Великой депрессии вынужден был закрыть её.
Однажды в местном кинотеатре Милт увидел мультфильм «Три поросёнка» Уолта Диснея и был очень восхищен увиденным. На студию Диснея Милта Каля приняли в июне 1934 года в качестве помощника аниматора. Поначалу он помогал в производстве короткометражных мультфильмов, таких как «Цирк Микки» (англ. Mickey’s Circus), «Одинокие приведения» (англ. Lonesome Ghosts) и «Гадкий утенок» (англ. The Ugly Duckling).
Коллеги Милта Каля отмечали у него экстраординарные способности в рисовании, хотя он не оканчивал специальных учебных заведений. Милту Калю доверяли проработку характеров персонажей. Например, он занимался Питером Пэном, Алисой из «Алисы в стране чудес», принцем Филипом из «Спящей красавицы», Бэмби, Братцем кроликом и Братцем медведем из «Песни юга» и другими.
Милт Каль проработал на студии 40 лет и ушел на пенсию в 1976 году. Однако в начале 1980-х годов его пригласили для дизайна персонажей мультфильма «Чёрный котёл». Умер в небольшом городке Милл-Валли 19 апреля 1987 года. В 1987 году был посмертно награждён премией «Легенды Диснея».